# Unfallursache

Kennzeichen für eine Gefahrstelle mit erhöhter Unfallgefahr

Eine Unfallursache bezeichnet das fehlerhafte Fahrverhalten einer Person oder einen Sachverhalt, die einen Straßenverkehrsunfall auslösen. Im Rahmen einer örtlichen Unfalluntersuchung werden einem Unfall eine oder mehrere Unfallursachen aus dem Unfallursachenverzeichnis zugeordnet. In vier Hauptkategorien unterteilt, listet das Verzeichnis des Statistischen Bundesamtes insgesamt über 80 verschiedene Ursachenbezeichnungen auf:
- Fehler der Fahrzeugführer
- Technische Mängel und Wartungsmängel
- Falsches Verhalten der Fußgänger
- Allgemeine Unfallursachen

## Beispiele für unterschiedliche Unfallursachen

### Fehler der Fahrzeugführer
Da Fahrzeugführer selbst für ihre Fahrtüchtigkeit verantwortlich sind, fallen auch Einschränkungen durch Übermüdung, Alkohol- bzw. Drogen- oder Medikamentenkonsum sowie sonstige körperliche und geistige Einschränkungen mit in diese Kategorie.
Fehlerhaftes Fahrverhalten beinhaltet dagegen immer mangelnde Aufmerksamkeit bzw. das Missachten von Verkehrsregeln durch den Fahrzeugführer. Häufige Faktoren sind hierbei überhöhte Geschwindigkeit, zu geringer Abstand, Fehler beim Abbiegen oder Wenden, das Nichtbeachten der Vorfahrt oder sonstiges Fehlverhalten wie Fehler beim Überholen oder eine falsche Straßenbenutzung. Im Jahr 2018 waren Unfallursachen aus diesem Bereich mit insgesamt 89 % die mit Abstand häufigsten Unfallursachen. Mit über 40 separaten Ursachen ist diese Kategorie mit Abstand die umfangreichste
Die Gewerkschaft der Polizei bestätigte bereits 2015, dass insbesondere die Ablenkung durch die Nutzung von Smartphones am Steuer die Unfallgefahr stark erhöht. In manchen Städten wurden Unaufmerksamkeit und Ablenkung für mehr als ein Drittel aller Verkehrsunfälle verantwortlich gemacht.

### Technische Mängel und Wartungsmängel
In diese Kategorie fallen technische Mängel bzw. Ausfälle von Lenkung, Bremsen, Motor oder der Beleuchtung sowie unfallverursachende Defizite bei der Bereifung. Technische Ursachen, die in keine der genannten Kategorien fallen, werden als sechster Unterpunkt als „andere Mängel“ zusammengefasst.

### Falsches Verhalten der Fußgänger

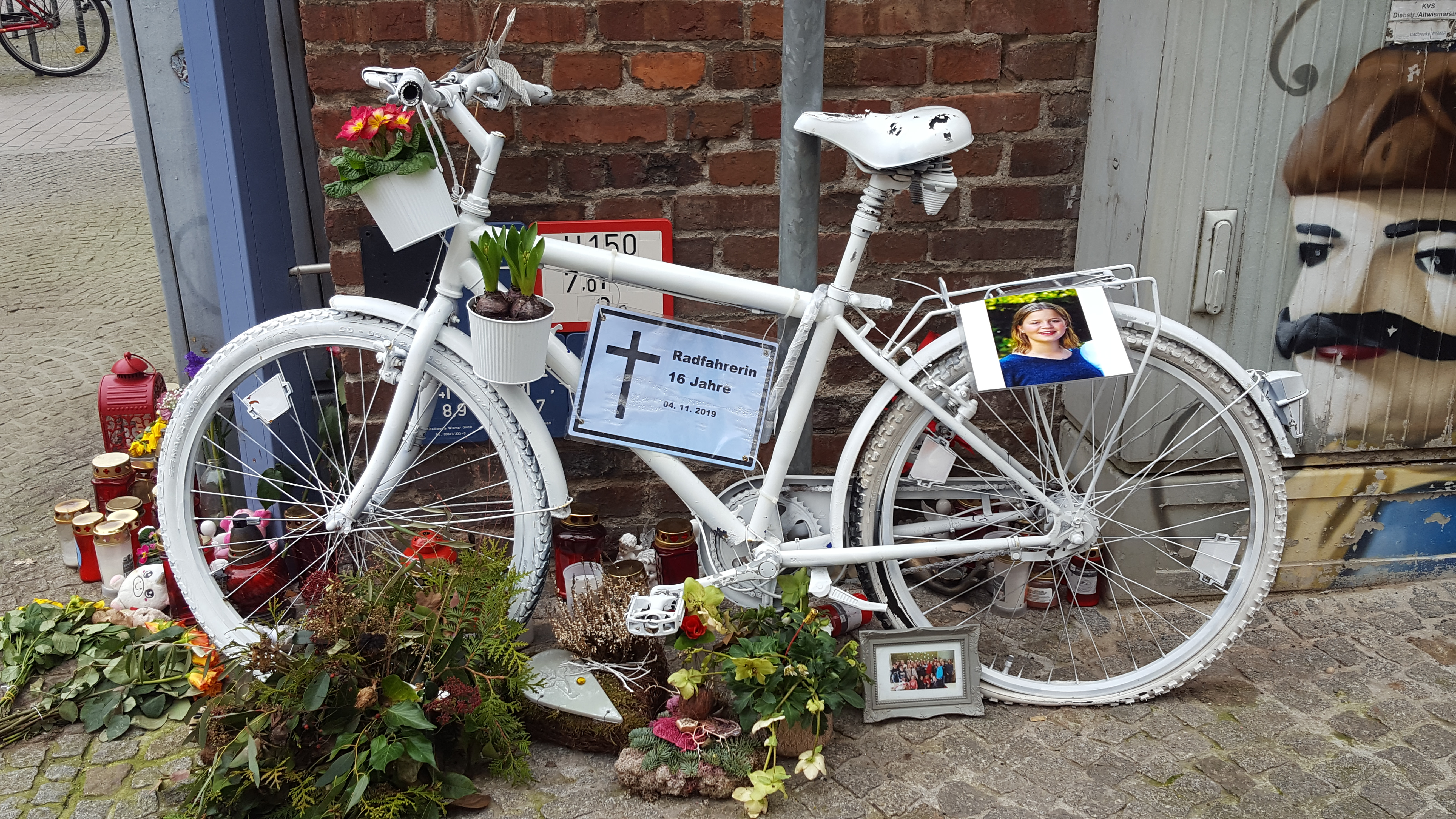
Ein Gostbike markiert in Wismar die Stelle an der eine junge Radfahrerin von einem LKW getötet wurde

Die Unterteilung erfolgt hier entweder nach dem Ort des Auftretens, z. B. an Fußgängerübergängen, Kreuzungen, oder im Zusammenhang mit Sichthindernissen. Weitere Unterpunkte sind mangelnde Aufmerksamkeit und sonstiges Fehlverhalten.

### Allgemeine Unfallursachen
Zu den allgemeinen Unfallursachen zählen unter anderem schwierige Straßenverhältnisse und/oder Sichtbehinderung sowie sonstige Einschränkungen durch klimatische Einflüsse wie Starkregen, Schnee oder Glatteis. Weitere allgemeine Unfallursachen schließen Hindernisse (ungesicherte Unfallstellen, Ölspuren etc.) oder Wildunfälle mit ein.

## Unfallursachen bei Verkehrstod
Neben Unfällen mit Sach- und/oder Personenschäden werden Unfälle mit Verkehrstoten sowie Ursachen und Beteiligte in Deutschland separat erfasst. Besonders gefährdet sind Personen, die mit dem Motorrad oder dem Fahrrad an Unfällen beteiligt sind. Von ihnen verunglückten im Jahr 2018 insgesamt 135.103, von denen 1.142 ums Leben kamen. Somit waren 34,9 % aller in Deutschland registrierten Verkehrstoten im Straßenverkehr mit Kraft- beziehungsweise Fahrrädern unterwegs, was eine deutliche Steigerung gegenüber zum Vorjahr bedeutet.